# Новая норма
«Новая норма» (англ. The New Normal) — американский комедийный телесериал, созданный Райаном Мёрфи и Эллисон Адлер, выходивший на канале NBC с 10 сентября 2012 по 2 апреля 2013 года.

## Сюжет
Сериал рассказывает о гей-паре, мечтающей иметь детей, и девушке, которая становится для них суррогатной матерью.

## Актёры
- Эндрю Рэннеллс — Брайан Коллинз, телепродюсер, партнёр Дэвида
- Джастин Барта — Дэвид Сойер, гинеколог, партнёр Брайана
- Джорджия Кинг — Голди Клеммонс, суррогатная мать ребёнка Брайана и Дэвида
- Эллен Баркин — Джейн Форрест, бабушка Голди
- Бебе Вуд — Шенайа Клеммонс, дочь Голди и Клэя
- Джейсон Блэр — Клэй Клеммонс, отец Шенайи
- Нене Ликс — Роки Роудс, ассистент Брайана

## Эпизоды
| №  | Название                                                   | Режиссёр       | Автор сценария              | Дата премьеры    | Произв. код | Зрители в США (млн) |
| -- | ---------------------------------------------------------- | -------------- | --------------------------- | ---------------- | ----------- | ------------------- |
| 1  | «Pilot» «Пилотный эпизод»                                  | Райан Мёрфи    | Райан Мёрфи и Эли Адлер     | 10 сентября 2012 | 101         | 6.88                |
| 2  | «Sofa’s Choice» «Выбор софы»                               | Райан Мёрфи    | Райан Мёрфи и Эли Адлер     | 11 сентября 2012 | 102         | 6.96                |
| 3  | «Baby Clothes» «Одежда для ребёнка»                        | Райан Мёрфи    | Райан Мёрфи                 | 18 сентября 2012 | 103         | 6.08                |
| 4  | «Obama Mama» «Мама Обама»                                  | Скотт Эллис    | Эли Адлер                   | 25 сентября 2012 | 104         | 5.09                |
| 5  | «Nanagasm» «Нанагазм»                                      | Мигель Артета  | Адам Барр                   | 2 октября 2012   | 105         | 4.50                |
| 6  | «Bryanzilla» «Брайанзилла»                                 | Райан Мёрфи    | Марк Кунерт                 | 9 октября 2012   | 106         | 4.86                |
| 7  | «The Godparent Trap» «Охота на крёстных»                   | Мигель Артета  | Адам Барр                   | 23 октября 2012  | 107         | 4.33                |
| 8  | «Unplugged» «В отключке»                                   | Макс Уинклер   | Аарон Ли                    | 13 ноября 2012   | 108         | 4.66                |
| 9  | «Pardon Me» «Прошу прощения»                               | Макс Уинклер   | Моше Кашер                  | 20 ноября 2012   | 109         | 4.29                |
| 10 | «The XY Factor» «Хромосомный фактор»                       | Элоди Кин      | Эрин Фостер                 | 27 ноября 2012   | 110         | 4.04                |
| 11 | «Baby Proofing» «Безопасность ребёнка»                     | Макс Уинклер   | Роберт Саддат               | 4 декабря 2012   | 111         | 4.55                |
| 12 | «The Goldie Rush» «Лихорадка по Голди»                     | Элоди Кин      | Райан Мёрфи                 | 8 января 2013    | 112         | 3.23                |
| 13 | «Stay-at-Home Dad» «Папа-домосед»                          | Брэдли Бакер   | Эли Адлер                   | 15 января 2013   | 113         | 3.33                |
| 14 | «Gaydar» «Гейдар»                                          | Элоди Кин      | Адам Барр                   | 22 января 2013   | 114         | 3.28                |
| 15 | «Dairy Queen» «Молочная королева»                          | Брэдли Бакер   | Марк Кунерт                 | 29 января 2013   | 115         | 3.08                |
| 16 | «Dog Children» «Щенок»                                     | Венди Стэнцлер | Майк Скалли                 | 19 февраля 2013  | 116         | 2.80                |
| 17 | «Rocky Bye Baby» «Колыбельная Роки»                        | Пэрис Барклай  | Кэри Дорнетто               | 26 февраля 2013  | 117         | 2.62                |
| 18 | «Para-New Normal Activity» «Парановонормальная активность» | Бёрр Стирс     | Кэри Дорнетто               | 5 марта 2013     | 118         | 2.44                |
| 19 | «Blood, Sweat and Fears» «Кровь, пот и страхи»             | Элоди Кин      | Аарон Ли                    | 19 марта 2013    | 119         | 2.10                |
| 20 | «About a Boy Scout» «Всё о бойскаутах»                     | Скотт Эллис    | Марк Кунерт и Кэри Дорнетто | 26 марта 2013    | 120         | 3.32                |
| 21 | «Finding Name-O» «В поисках имени»                         | Элоди Кин      | Аарон Ли и Адам Барр        | 2 апреля 2013    | 121         | 4.46                |
| 22 | «The Big Day» «Большой день»                               | Макс Уинклер   | Эли Адлер и Райан Мёрфи     | 2 апреля 2013    | 122         | 3.39                |

1. ↑  Эпизод «Парановонормальная активность»  хронологически является восьмым по счёту (между сериями «Охота на крёстных» и «В отключке») и был запланирован к показу в США на 30 октября 2012 года, но не вышел из-за экстренных выпусков новостей в связи с ураганом «Сэнди». Позже он был доступен для просмотра на iTunes, а в эфире NBC появился только 5 марта 2013.